# Leda Cosmides
Leda Cosmides (Filadelfia, 9 maggio 1957) è una psicologa statunitense, che, insieme al marito antropologo John Tooby, ha contribuito a sviluppare il campo della psicologia evoluzionista..
Cosmides originariamente studiò biologia al Radcliffe College / Università di Harvard, conseguendo la laurea nel 1979. Mentre era studente universitaria, fu influenzata dal famoso biologo evoluzionista Robert L. Trivers, che era il suo consulente. Nel 1985, Cosmides ha conseguito un dottorato in psicologia cognitiva a Harvard. Dopo aver completato il lavoro post-dottorato sotto Roger Shepard alla Stanford University, è entrata a far parte della facoltà dell'Università della California - Santa Barbara nel 1991, diventando professore ordinario nel 2000.
Nel 1992, insieme a Tooby e Jerome Barkow, Cosmides ha curato The Adapted Mind: Evolutionology Psychology and the Generation of Culture. Lei e Tooby hanno anche co-fondato e co-diretto il Centro di Psicologia Evoluzionista presso l'Università della California a Santa Barbara.
Cosmides è stata insignita nel 1988 del Premio per la Ricerca Comportamentale dell'American Association for the Advancement of Science, nel 1993 del prestigioso riconoscimento dell'American Psychological Association per un contributo alla psicologia, una Guggenheim Fellowship e il Pioneer Award del National Institutes of Health nel 2005.
È stata citata dal professor Bryan Sykes in Adam's Curse: A Future Without Men

## Pubblicazioni
Libri
- Barkow, J., Cosmides, L. & Tooby, J., (eds) (1992) The Adapted Mind: Evolutionary psychology and the generation of culture (New York: Oxford University Press).
- Tooby, J. & Cosmides, L. (2000) Evolutionary psychology: Foundational papers (Cambridge, MA: MIT Press).
- Cosmides, L. & Tooby, J. (in press) Universal Minds: Explaining the new science of evolutionary psychology (Darwinism Today Series) (London: Weidenfeld & Nicolson).

Riviste
- Cosmides, L. & Tooby, J. (1981) Cytoplasmic inheritance and intragenomic conflict. Journal of Theoretical Biology, 89, 83-129.
- Cosmides, L. & Tooby, J. (1987) "From evolution to behavior: Evolutionary psychology as the missing link" in J. Dupre (ed.), The latest on the best: Essays on evolution and optimality (Cambridge, MA: The MIT Press).
- Cosmides, L. (1989) "The logic of social exchange: Has natural selection shaped how humans reason? Studies with the Wason selection task," Cognition, 31, 187-276.
- Cosmides, L. & Tooby, J. (1992) "Cognitive adaptations for social exchange," in Barkow, J., Cosmides, L. & Tooby, J., (eds) (1992) The adapted mind: Evolutionary psychology and the generation of culture (New York: Oxford University Press).
- Cosmides, L. & Tooby, J. (2003) "Evolutionary psychology: Theoretical Foundations," in Encyclopedia of Cognitive Science (London: Macmillan).
- Tooby, J. & Cosmides, L. (2005) "Evolutionary psychology: Conceptual foundations," in D. M. Buss (ed.), Handbook of Evolutionary Psychology (New York: Wiley).
- Leda Cosmides e John Tooby, Evolution Psychology, in Ronald Hamowy (a cura di), The Encyclopedia of Libertarianism, Thousand Oaks, CA, SAGE; Cato Institute, 2008,  pp. 158-61, ISBN 978-1412965804, LCCN 2008009151, OCLC 750831024.